# 平福

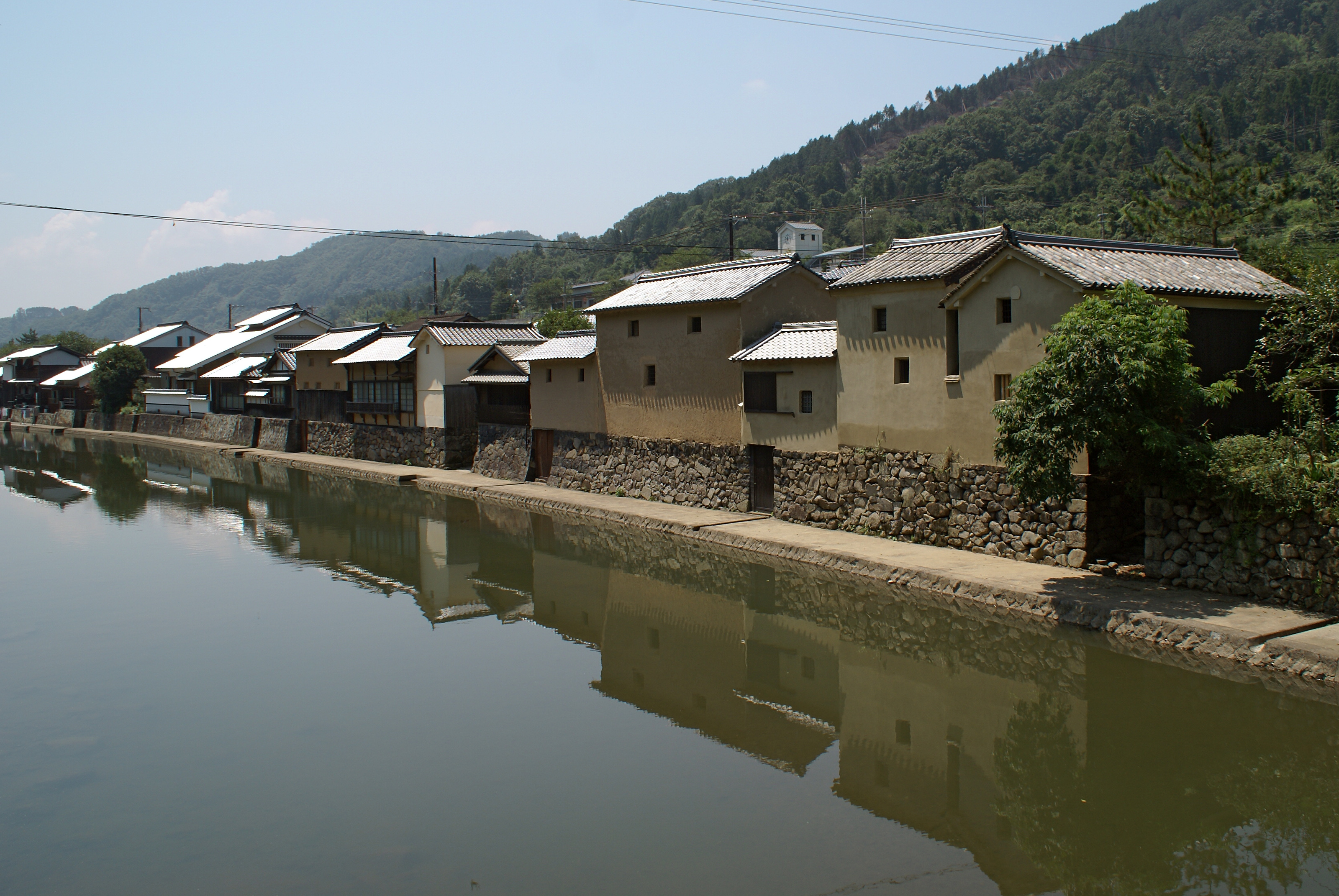
平福の川端風景

平福（ひらふく）は、兵庫県佐用郡佐用町の地名。郵便番号は679-5331（佐用郵便局管区）。

## 地理
平福は佐用郡佐用町に属し、しばしば時代劇のロケ地にもなっている赤茶色の土蔵と川屋敷が建ち並ぶ「川端風景」で有名な旧宿場町・在郷町。秋から冬の朝霧の名所としても知られる。棚田百選に選ばれた乙大木谷も近い。

## 歴史
室町時代は赤松氏の拠点で、江戸時代初期に築かれた利神城の城下町を起源とする。
一国一城令による利神城廃城のため城下町としての歴史は短かったが、陣屋や鳥取藩本陣が置かれる因幡街道最大の宿場町として発展した。また高瀬舟が坂越から千種川を遡って支流の佐用川の当地へ海産物などを運び入れたことで商業が隆盛、その1.2kmの区域の300戸余りの家の約8割に屋号がつく商人の町となった。
昭和初期まで出雲街道・因幡街道および佐用の中心として繁栄していたが、鉄道が敷設されなかったため衰退しその地位を失った（1994年に漸く智頭急行が開通し平福駅が設置された）。
往時の面影を伝える旧街道沿いにある連子窓と千本格子を持つ古い家並みと水運で賑わった佐用川沿いの石垣上の川座敷と土蔵群は、1983年に制定された佐用町歴史的環境保存条例の保存区域の指定を受けている。

### 沿革

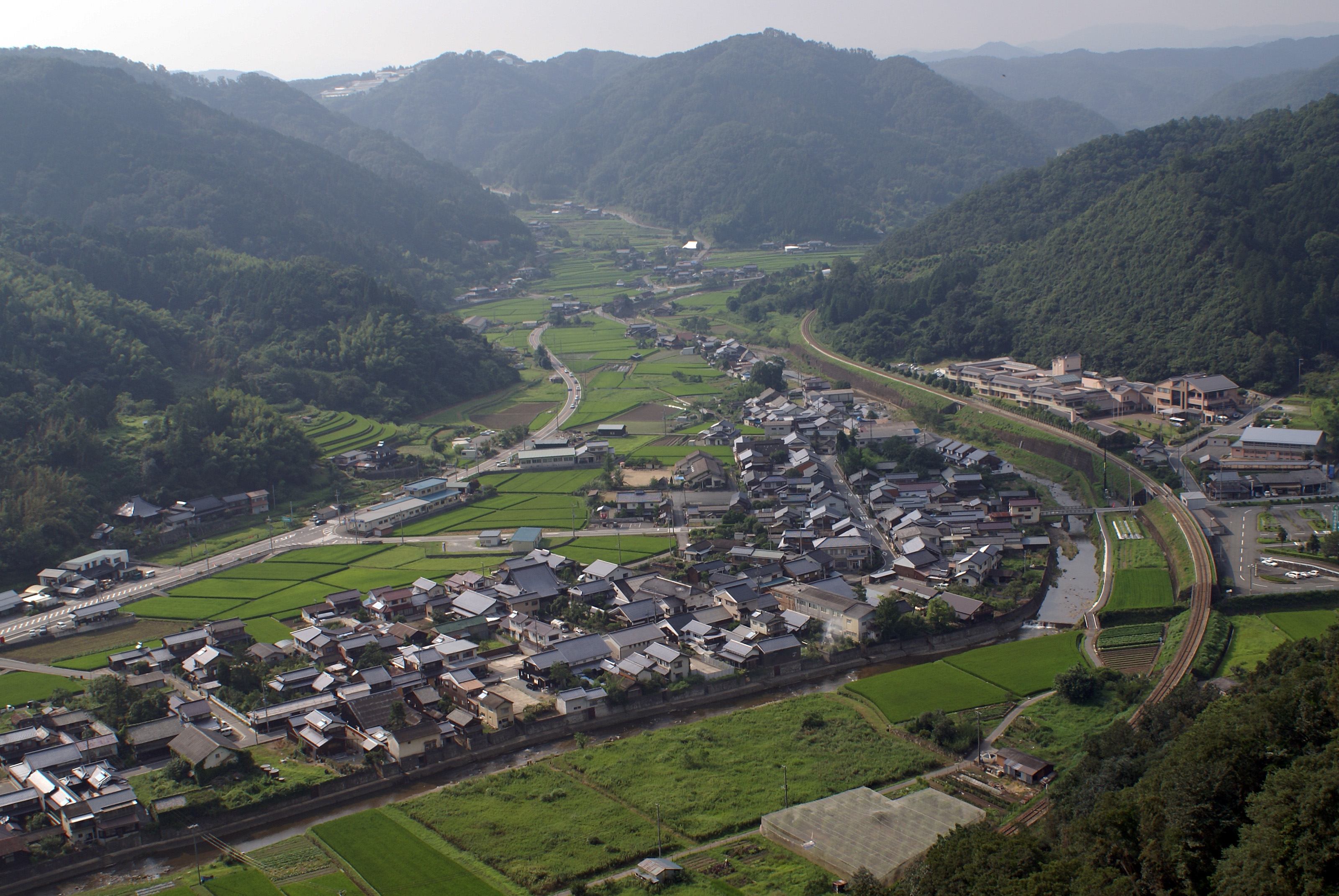
平福宿俯瞰（利神山中腹より）

- 1333年 - 隠岐島を脱出した後醍醐天皇が平福を経由して、都に向かったと伝わる。
- 1349年 - 佐用川対岸の利神山（標高373m）に別所敦範が城（利神城）を築く。
- 1578年 - 羽柴秀吉の中国攻めで山城落城。
- 1601年 - 池田由之が利神山の利神城を近代城郭へと大改修し、現在の町並みの原型となる城下町の築造を開始する。
- 1605年 - 利神城竣工。
- 1615年 - 池田輝興が入封し平福藩が成立する。
- 1631年 - 池田輝興が赤穂藩に転封し平福藩が廃藩、利神城廃城。
- 1631年-1644年間 - 旗本松平康朗によって陣屋が建設される。

## 名所・旧跡・施設

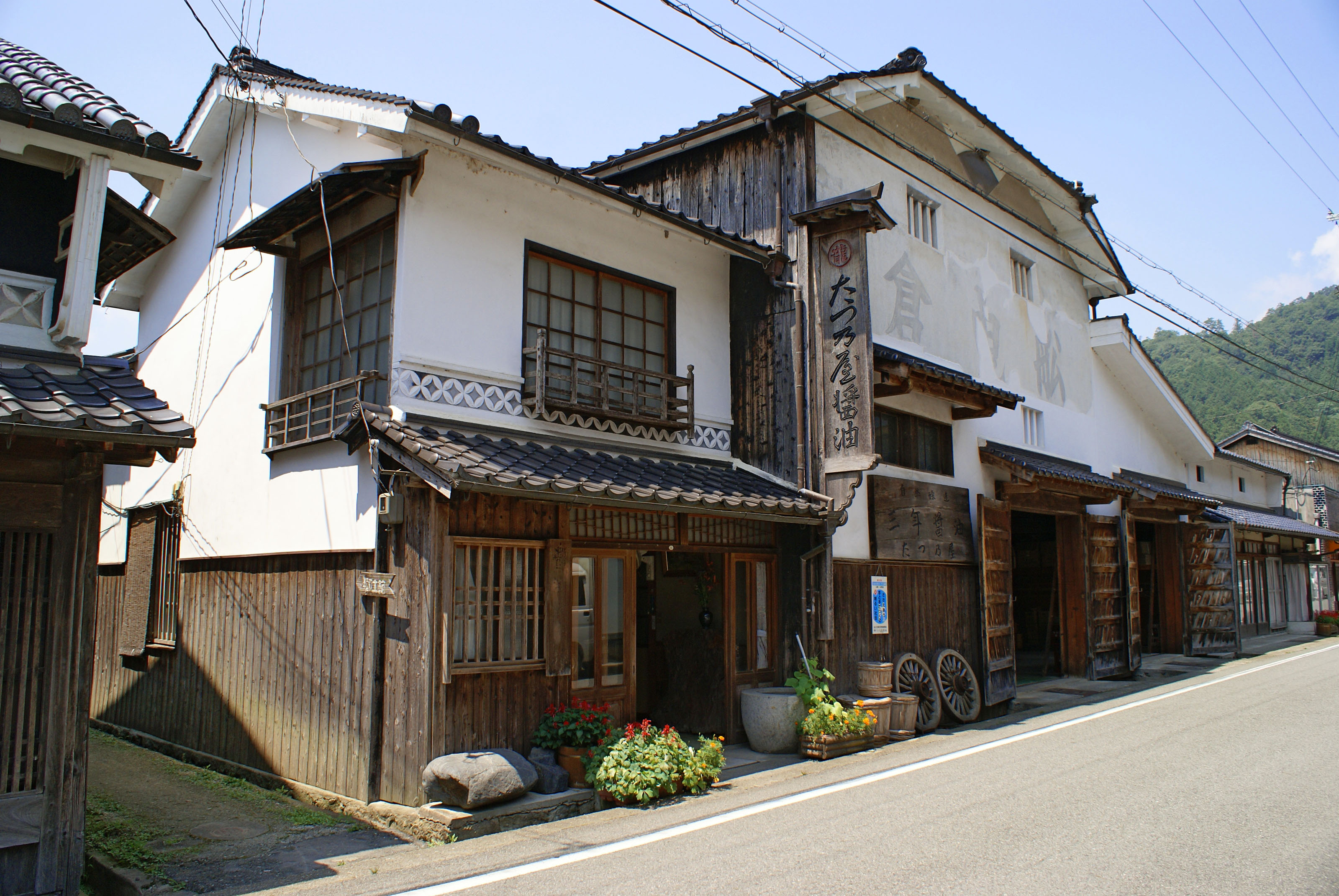
たつ乃屋醤油本店

- 利神城 - 別名「雲突城」。江戸時代初期に築かれた城跡。利神山山頂に広壮な石垣が現存する。
- 瓜生原次郎家住宅・瓜生原恒男家住宅・前川家住宅 - 景観形成重要建造物等 (兵庫県指定)
- 平福陣屋門 - 代官所跡の遺構。江戸時代末期に代官の佐々木平八郎が建築した。
- 平福本陣跡 - 鳥取池田藩の本陣跡。現在は素盞嗚神社のお旅所となっている。
- 瓜生原家 - 江戸時代中期から昭和初期まで続いた「吹屋」という屋号の鋳物の商家。町家の特色を備える。
- 旧田住邸 - 宮本武蔵の義母の家系にあたる大庄屋の邸宅。元禄時代の池泉鑑賞式日本庭園が残る。旧住田家文書は兵庫県立歴史博物館に展示されている。
- 平福郷土館 - 町屋建築の資料館。
- たつ乃屋醤油本店 - 江戸時代初期創業。
- 素盞嗚神社 - 江戸時代初期の1640年に宮内荒神、西大明荒神、西荒山神社を併せた神社。神饌幣帛料供進指定神社。
- 光明寺 - 山号は十輪山。行基により716年に開創された古刹。播磨六地蔵の一つ。
- 光勝寺 - 山号は暁光山。山門は利神城の門を移したものとされる。
- 正覚寺 - 法道と行基ゆかりの浄土宗の寺。代々の領主の菩提寺。
- 宮本武蔵最初の決闘の地 - 金倉橋の袂（武蔵13歳の時、新当流有馬喜兵衛が相手）。金倉の六地蔵が祀られる。
- 道の駅「宿場町ひらふく」

## 学区
町立小・中学校や公立高校に通う場合、学区は以下の通りとなる。
なお隣接する岡山県の公立高校や智頭急行沿線の鳥取県立高校への進学は全国募集枠を利用するしかない。
| 番・番地等 | 小学校             | 中学校             | 高等学校        |
| ---------- | ------------------ | ------------------ | --------------- |
| 全域       | 佐用町立佐用小学校 | 佐用町立佐用中学校 | 第4（西播）学区 |

## 交通
- 智頭急行 平福駅 徒歩5分　（駅舎は赤土壁の土蔵風建築。第4回近畿の駅百選選定駅の一つ）

## ギャラリー

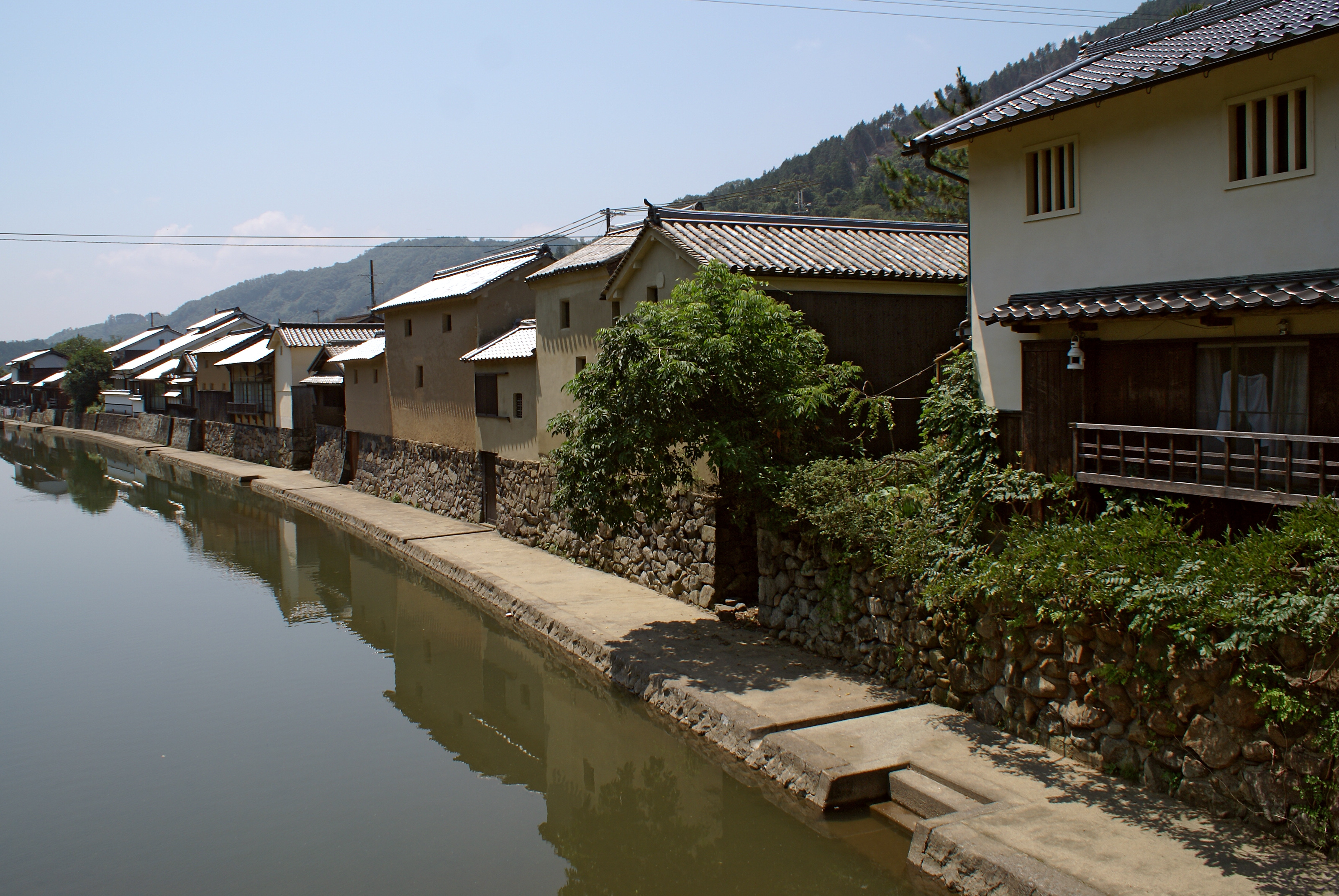
川端風景（佐用川）
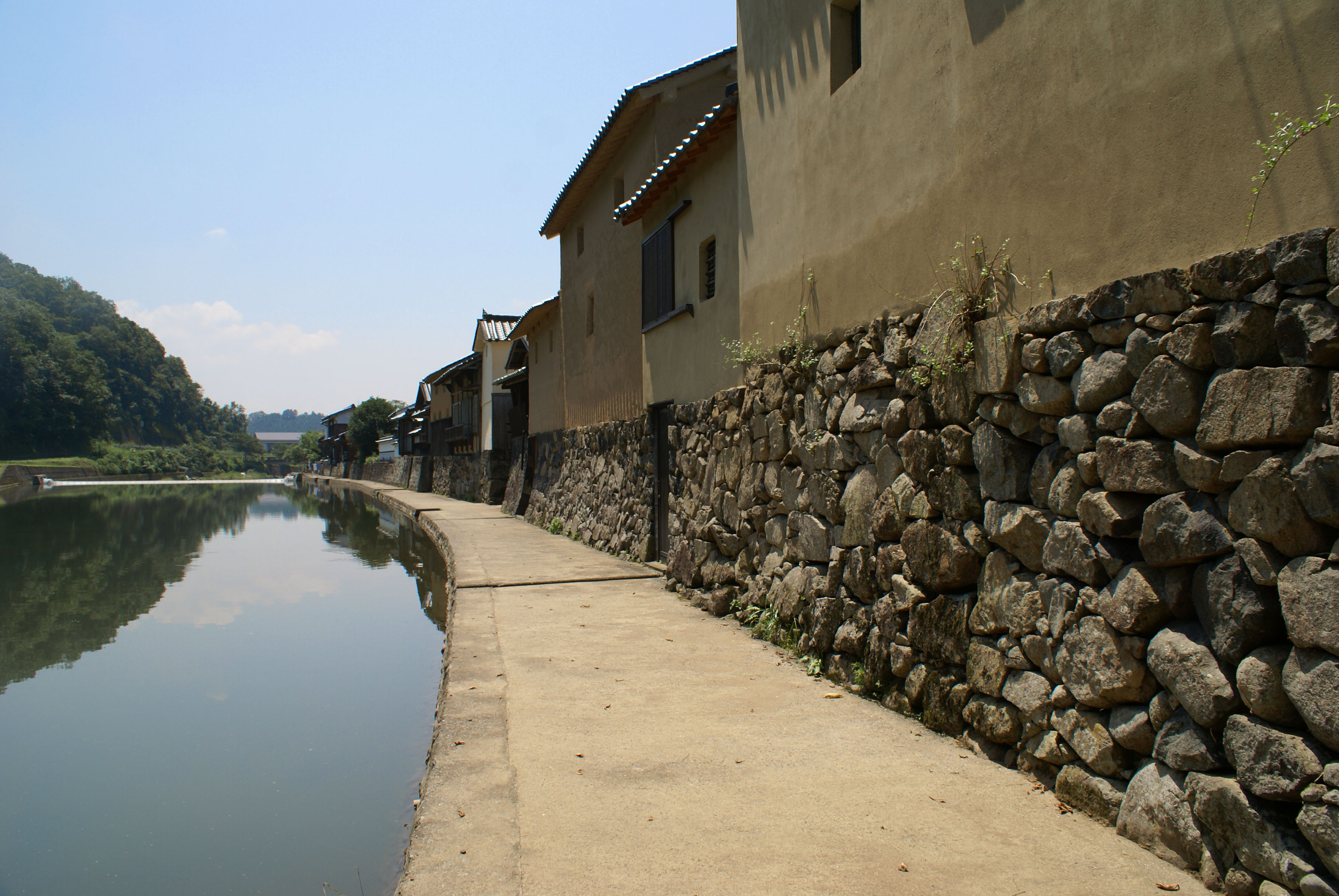
川端の通路
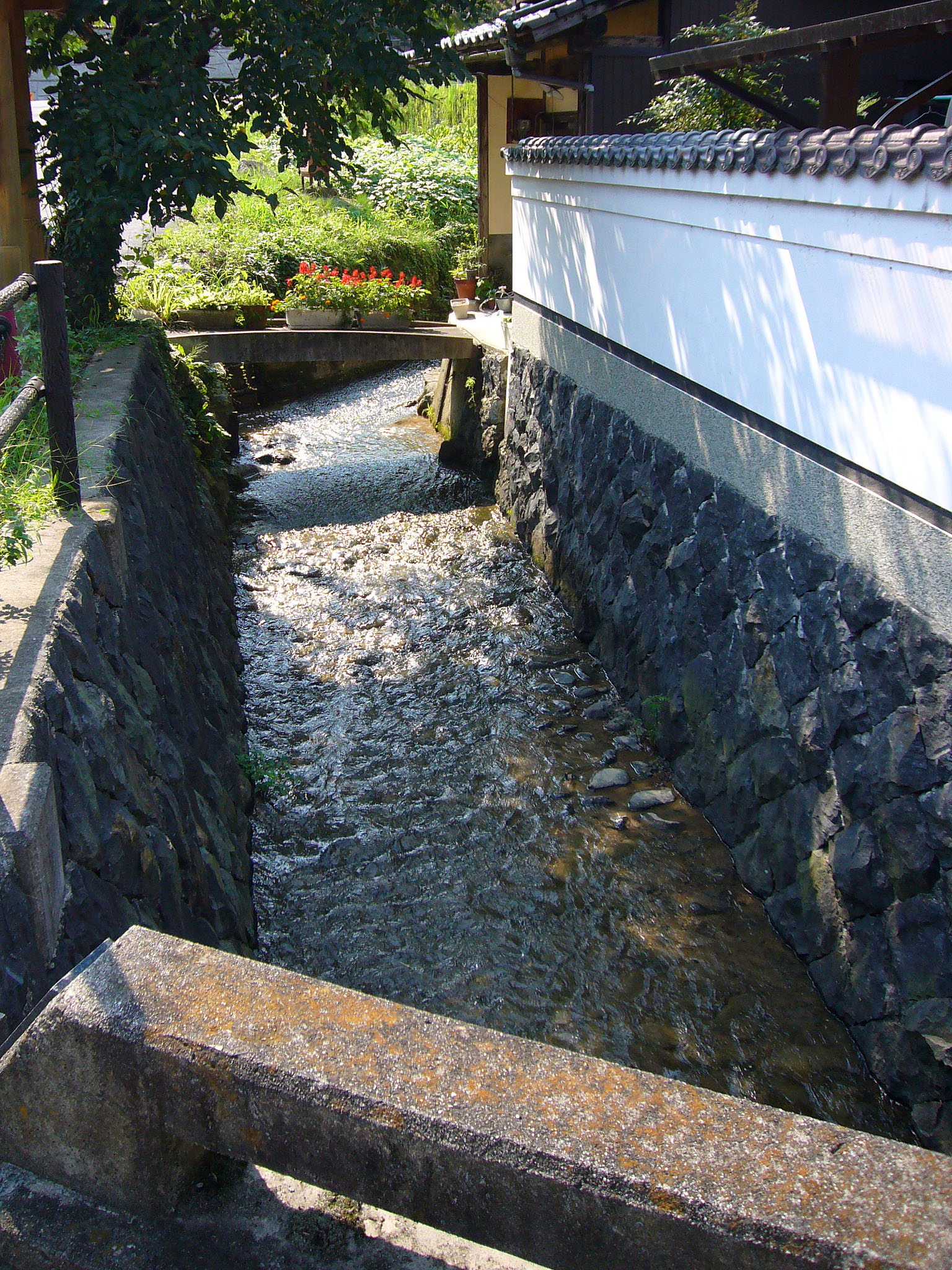
街道沿いの水路
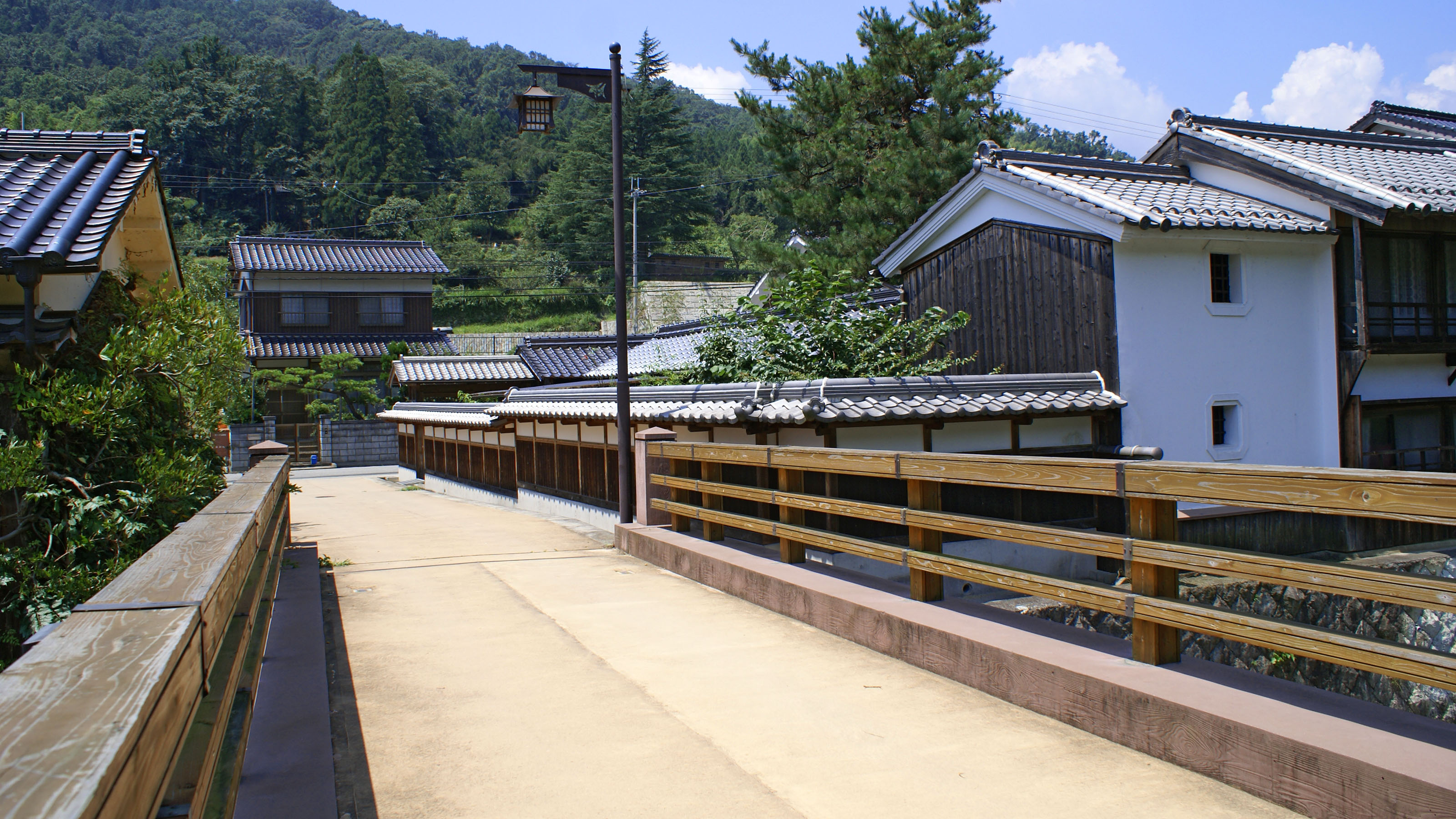
天神橋
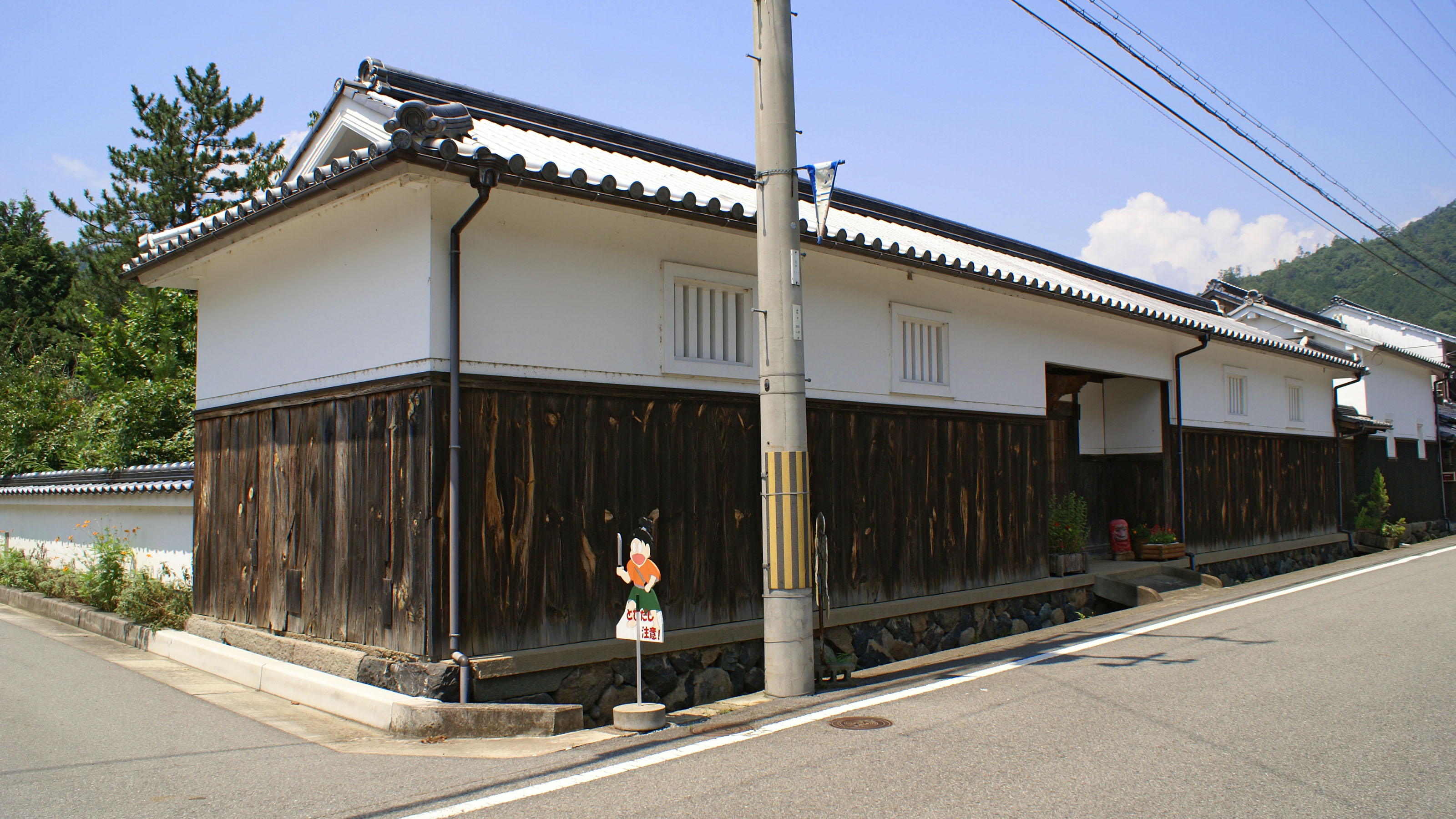
旧田住邸
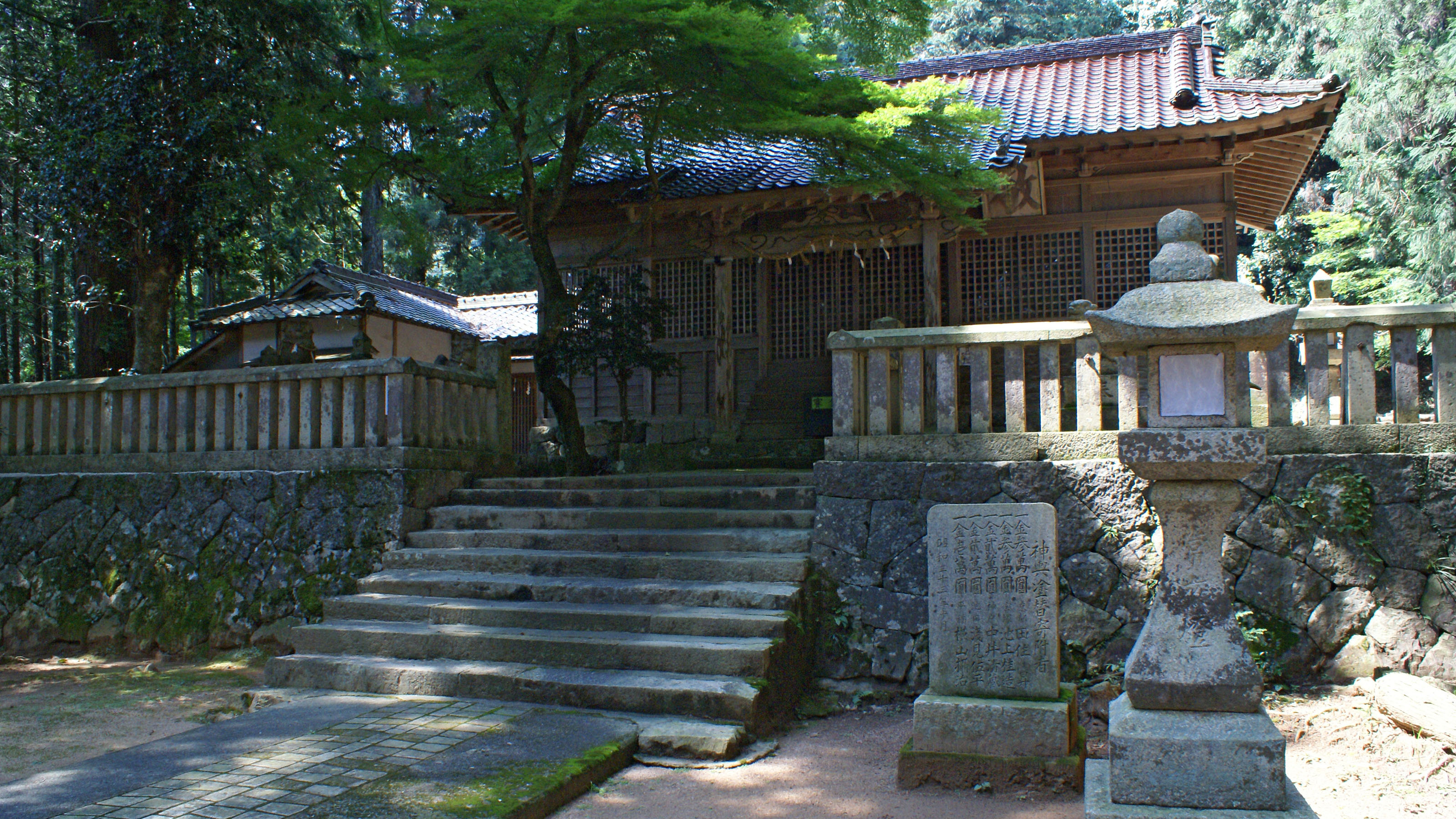
素盞嗚神社